# Earl F. Ziemke
Earl Frederick Ziemke (geboren 16. Dezember 1922 in Milwaukee; gestorben 15. Oktober 2007 im Arlington County) war ein US-amerikanischer Militärhistoriker.

## Leben
Earl Ziemke wurde 1941 bei Kriegseintritt der USA Soldat der Marines. Er lernte Japanisch und wurde im Pazifikkrieg eingesetzt und nach der japanischen Kapitulation im Rang eines Corporal in Tientsin. Er wurde mit dem Purple Heart ausgezeichnet. Nach seiner Entlassung studierte er mit der Förderung durch das G. I. Bill und wurde 1951 an der University of Wisconsin promoviert.
Ziemke arbeitete danach beim Bureau of Applied Social Research der Columbia University und ab 1955 bis 1967 als Historiker beim  Office of the Chief of Military History der United States Army in Washington, D.C. 1967 erhielt er einen Ruf als Historiker an die University of Georgia und erhielt 1977 den Rang eines Forschungsprofessors. Er wurde 1993 emeritiert.
Ziemke wurde 1973 mit dem  Outstanding Civilian Service Award ausgezeichnet.
Ziemke war mit Ida Mae Saltenberger (1926–2009) verheiratet, sie haben eine Tochter.

## Schriften (Auswahl)
- Battle for Berlin: End of the Third Reich. Ballantine Books, 1968
  - Die Schlacht um Berlin: das Ende des Dritten Reiches. Übersetzung Ch. Hörmann. Wien: MTV, Molden-Taschenbuch-Verlag, 1978
- The U.S. Army in the Occupation of Germany, 1944–1946. U.S. Army Center of Military History, 1975 Digitalisat
- The Soviet Juggernaut. Time-Life Books, 1980, ISBN 978-0-8094-3389-6
  - Der Vormarsch der Roten Armee. Übersetzung Gerhard Raabe. Amsterdam: Time-Life-Bücher, 1982
- Stalingrad to Berlin: The German Defeat in the East. Dorset Press, 1986, ISBN 978-0-88029-059-3
- Moscow to Stalingrad: Decision in the East. Hippocrene Books, 1989, ISBN 978-0-88029-294-8
- German Report Series: German Northern Theatre Of Operations 1940–45, 2003, ISBN 978-1-84342-503-8
- The Red Army, 1918–1941: From Vanguard of World Revolution to US Ally. Frank Cass, 2004, ISBN 978-0-7146-5551-2